# Antônio Grimaldi (1697-1784)
Antônio Grimaldi (em francês: Antoine Grimaldi; Paris, 2 de outubro de 1697 - Mônaco, 28 de novembro de 1784), conhecido como Cavaleiro de Grimaldi (Chevalier de Grimaldi), foi um nobre franco-monegasco.

## Biografia
Nasceu em Paris, capital do Reino da França. Era filho do marquês de Baux, Antônio I de Mônaco, e da dançarina de cabaré Élisabeth Durfort. Foi legitimado por seu pai quando este já era príncipe de Mônaco, em 1715. Tinha uma meio-irmã legítima, Luísa-Hipólita, casada com o francês Jacques de Goyon de Matignon, respectivamente príncipe e princesa do Mônaco. Tinha também as meio-irmãs ilegítimas Antoinette e Brigitte, e o irmão Gregóire, duque de Valentinois.

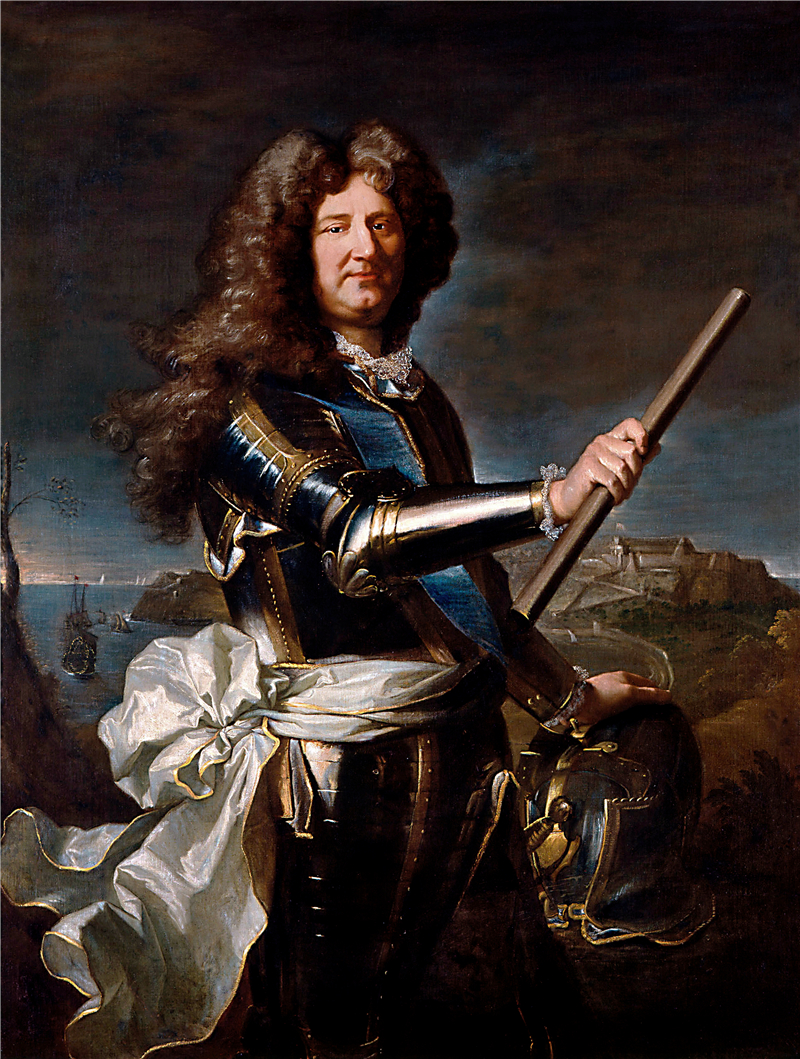
Antônio I do Mônaco, pai do Chevalier de Grimaldi

Após ser legitimado, foi nomeado governador-geral do Mônaco, por seu cunhado, Jacques, e seu sobrinho, Honoré. Em 1734, quando Honoré subiu ao trono, ele se tornou Cavaleiro da Casa de Grimaldi e Chanceler do Reino do Mônaco. 
Foi regente do Mônaco, por alguns anos, ao lado do cunhado, aquando da morte de Luísa-Hipólita pela varíola.
Faleceu em 1784. Como não tinha descendentes, deixou tudo aos descendentes de seu irmão, os Grimaldi-Valentinois.